# Andrzej Urbański (kulturysta)
Andrzej Urbański (ur. 21 grudnia 1953 w Warszawie, zm. 3 grudnia 2016) – polski kulturysta i działacz sportowy.

## Życiorys
Był jednym z prekursorów kulturystyki w Polsce, w latach 1975–1989 będąc zawodnikiem warszawskiego klubu "Herkules". W 1977 na pierwszych oficjalnych mistrzostwach Polski w Kulturystyce, został złotym medalistą w jednej z trzech kategorii wzrostowych. Łącznie pięciokrotnie sięgał po tytuł mistrza Polski, był  Mistrzem Polski w Parach Mieszanych, a także pięciokrotnym wicemistrzem Polski w kategorii wagowej do 80 kg. Jako zawodnik był również uczestnikiem zawodów międzynarodowych w tym Mistrzostw Europy. Po zakończeniu kariery zawodniczej udzielał się między innymi jako działacz sportowy, projektant i konstruktor sprzętu treningowego oraz publicysta. W latach 1990–1993 piastował funkcję prezesa Towarzystwa Krzewienia Kultury Fizycznej "Herkules I" w Warszawie, zaś w latach 1993–2003 funkcję prezesa zarządu Klubu "Herkules II".
W latach 90. XX wieku zachorował na nowotwór rdzenia kręgowego wygrywając z chorobą po operacji usunięciu guza. W ostatnim okresie życia zmagał się z oponiakiem mózgu. Zmarł w 2016.